# Canton (Minnesota)
Canton es una ciudad ubicada en el condado de Fillmore en el estado estadounidense de Minnesota. En el Censo de 2010 tenía una población de 346 habitantes y una densidad poblacional de 133,19 personas por km².

## Geografía
Canton se encuentra ubicada en las coordenadas 43°31′47″N 91°55′48″O / 43.52972, -91.93000. Según la Oficina del Censo de los Estados Unidos, Canton tiene una superficie total de 2.6 km², de la cual 2.6 km² corresponden a tierra firme y (0%) 0 km² es agua.

## Demografía
Según el censo de 2010, había 346 personas residiendo en Canton. La densidad de población era de 133,19 hab./km². De los 346 habitantes, Canton estaba compuesto por el 99.71% blancos, el 0% eran afroamericanos, el 0% eran amerindios, el 0% eran asiáticos, el 0% eran isleños del Pacífico, el 0% eran de otras razas y el 0.29% pertenecían a dos o más razas. Del total de la población el 0.58% eran hispanos o latinos de cualquier raza.